# Adelbert Weinstein
Adelbert Weinstein (* 17. Mai 1916 in Halle (Saale); † 12. Januar 2003 in Wiesbaden) war ein deutscher Offizier, Journalist und Publizist.

## Leben
Weinstein wurde als Sohn des Olympiateilnehmers und Chemikers Albert Weinstein in Halle geboren. Er wuchs an Rhein und Lahn auf. Nach dem Abitur trat er als Fahnenjunker in die Kraftfahrabteilung 7 (München) der Wehrmacht ein und wurde nach Absolvierung der Kriegs- und Infanterieschule 1938 zum Leutnant befördert. Er wurde als Frontoffizier an der Ostfront zweimal schwer verwundet. Während des Zweiten Weltkrieges erhielt er das Eiserne Kreuz I. Klasse. Zuletzt war der Major i. G. Zweiter Generalstabsoffizier (Ib) der 347. Infanteriedivision.
Bei Kriegsende geriet er in britische Kriegsgefangenschaft. Nach seiner Entlassung 1947 absolvierte er bei der Mainzer Allgemeinen Zeitung ein Volontariat. Er studierte sechs Semester Geschichte, Romanistik und Volkswirtschaft an der Universität Mainz (ohne Abschluss). Erich Welter, einer der Gründungsherausgeber der Frankfurter Allgemeinen Zeitung, holte ihn 1948 nach Frankfurt. Am Aufbau der Bundeswehr nahm Weinstein journalistisch regen Anteil. Er war zudem Reserveoffizier (Oberstleutnant d.R. (1962) und Oberst d.R. (1966)) und 1960/61 Präsident des Verbandes der Reservisten der Deutschen Bundeswehr. 1961 nahm er am 19. Lehrgang am NATO Defense College in Paris teil.
Adelbert Weinstein galt als „Eisenfresser“, der seine militärische Prägung nie verleugnete und auch in seine journalistische Arbeit einfließen ließ. Er war militärpolitischer Redakteur der Frankfurter Allgemeinen Zeitung. Als Berichterstatter aus Vietnam während des Zweiten Indochinakrieges (Vietnamkrieg) verteidigte Weinstein das militärische Engagement der USA in Vietnam. Sein engagierter, am Frühwerk Ernst Jüngers geschulter Stil wirkte hierbei gelegentlich sowohl auf einige seiner Redaktionskollegen als auch auf einen Teil der Leserschaft der FAZ verstörend. Adelbert Weinstein war ein großer Bewunderer Charles de Gaulles.
Der Kontakt mit Harald Vocke, der lange Zeit der Redaktion der FAZ angehört hatte, ehe er Verlagsleiter und Chefredakteur der rechtskonservativen, katholischen Tagespost wurde, führte Weinstein nach seiner Pensionierung als Autor zur Tagespost.
1981 wurde er mit dem Großen Bundesverdienstkreuz ausgezeichnet.
Weinstein war verheiratet und kinderlos.

## Schriften (Auswahl)
- Armee ohne Pathos. Die deutsche Wiederbewaffnung im Urteil ehemaliger Soldaten. Köllen-Verlag, Bonn 1951.
- Keiner kann den Krieg gewinnen. Strategie oder Sicherheit?. Schimmelbusch, Bonn 1955.
- Das neue Mekka liegt am Nil. Aufbruch und Umbruch im Nahen Osten (= Reisen-Sehen-Berichten. 1). Rheinische Verlagsanstalt, Wiesbaden 1958.
- Aloha Hawaii. Merkwürdiges aus 3 Kontinenten (= Reisen Sehen Berichten. 2). Rheinische Verlagsanstalt, Wiesbaden 1959.
- Das ist de Gaulle. Anspruch und Wirklichkeit. Dietrichs, Düsseldorf u. a. 1963.